# (8332) Ivantsvetaev
(8332) Ivantsvetaev est un astéroïde de la ceinture principale.

## Description
(8332) Ivantsvetaev est un astéroïde de la ceinture principale. Il fut découvert le 14 octobre 1982 à Naoutchnyï par Lioudmila Jouravliova et Lioudmila Karatchkina. Il présente une orbite caractérisée par un demi-grand axe de 2,37 UA, une excentricité de 0,14 et une inclinaison de 5,3° par rapport à l'écliptique.

## Compléments